# Ugo di Maginfredo
Ugo di Maginfredo (IX secolo – Milano, 899?) è stato un conte franco di Milano dall'896 all'899 ed per alcuni tempi i suoi discendenti furono chiamati "figli di Manfredo" (Pico della Mirandola).

## Biografia
Era figlio di Maginfredo I, conte di Lomello e vicario imperiale di Milano dall'892 al 901.
Incarcerato durante l'assedio di Milano assieme al padre nell'896 dall'imperatore Lamberto, ottenne da questi la grazia e, sempre al suo fianco, ottenne la nomina di conte di Milano. Nell'898, durante una battuta di caccia nei pressi di Marengo, Ugo, memore delle angherie subìte dal padre, forse, secondo Liutprando di Cremona, colpì a morte l'imperatore. Si ignora la fine di Ugo, che probabilmente rimase ucciso durante un'incursione di Ungari nell'Italia settentrionale nell'899. Nel 900 re Berengario lo privò del titolo di conte ma, nonostante si fosse macchiato dell'uccisione di Lamberto, non lo privò del possesso dei suoi beni nel Parmigiano e nel Modenese, che vennero confermati in seguito al figlio Manfredo da re Lotario. 
Ugo era anche conosciuto col nome di Manfredo, i cui discendenti vennero identificati in seguito col nome di "figli di Manfredo".

## Discendenza
- Manfredo[7] (?-967 circa), conte di Parma